# فيليبا مونيز بيريستريلو
فيليبا مونيز بيريستريلو (بالبرتغالية: Filipa Moniz Perestrelo) كانت سيدة نبيلة وتاجرة ومستكشفة برتغالية ولدت في عام 1455 تاريخ وفاتها غير معلوم ولكن يعتقد أنه في عام 1479 أو في عام 1484، وكانت زوجة كريستوفر كولومبوس ووالدة دييغو كولومبوس.